# Einar Jan Aas
Einar Jan Aas, norveški nogometaš, * 12. oktober 1955, Moss, Norveška.
Aas je bil prvi Norvežan, ki je profesionalno igral v Angliji in Nemčiji.
Za norveško nogometno reprezentanco je nastopil 35-krat in dosegel 3 gole.